# Municipio de Sherman (condado de Faulk)
El municipio de Sherman (en inglés: Sherman Township) es un municipio ubicado en el condado de Faulk en el estado estadounidense de Dakota del Sur. En el año 2010, tenía una población de 36 habitantes, y una densidad poblacional de 0,39 personas por kilómetro cuadrado.

## Geografía
El municipio de Sherman se encuentra ubicado en las coordenadas 45°11′38″N 99°31′2″O / 45.19389, -99.51722. Según la Oficina del Censo de los Estados Unidos, el municipio tiene una superficie total de 92.8 km², de la cual 90,12 km² corresponden a tierra firme y (2,88 %) 2,67 km² es agua.

## Demografía
Según el censo de 2010, había 36 personas residiendo en el municipio de Sherman. La densidad de población era de 0,39 hab./km². De los 36 habitantes, el municipio de Sherman estaba compuesto por el 100 % de blancos. Del total de la población, el 0 % eran hispanos o latinos de cualquier raza.